# احمد علی‌آبادی
احمد علی‌آبادی(۱۲۹۰ -) سیاستمدار، حقوقدان استاندار گیلان و معاون نخست‌وزیر در کابینه اول شریف‌امامی بود.
احمد علی‌آبادی در سال ۱۲۹۰ متولد شد. وی پس از پایان تحصیلات ابتدایی و متوسطه در تهران وارد دارالمعلمین عالی شد و لیسانس فلسفه گرفت. و به استخدام وزارت دارایی درآمد. او بعدها در آزمون اعزام دانشجو به خارج از کشور شرکت و پس از موفقیت به آمریکا رفته و نخست دکترای فلسفه و دو سال بعد(۱۹۳۹) درجه دکترای حقوق از دانشگاه کلمبیا را اخذ کرد. او در آمریکا مشغول به تدریس شد و مدتی نیز مدتی نیز در محاکم دادگستری آمریکا کارآموزی کرد. او پس از برگشت به ایران وارد وزارت فرهنگ و بعد تر وزارت دادگستری شد و کار وکالت نیز می‌کرد. مدتی هم به عنوان مشاور شرکت سهامی نفت ایران و انگلیس فعالیت داشت. وی در کابینه اول شریف‌امامی به عنوان معاون نخست‌وزیر و مدتی نیز به عنوان استاندار گیلان فعالیت کرد.
از تالیفات وی می‌توان به کتاب طریقه تفکر و تحقیق انتشارات دانشگاه تهران منتشره در فروردین ماه ۱۳۴۶ نام برد.